# جيمس كرايغ (لاعب اتحاد الرغبي)
جيمس كرايغ (بالإنجليزية: James Craig)‏ هو لاعب اتحاد الرغبي بريطاني، ولد في 2 مارس 1977 في غلاسكو في المملكة المتحدة.

## وصلات خارجية
- جيمس كرايغ عل موقع إسبنسكروم (الإنجليزية)